# Lynda Carter
Lynda Jean Cordova Carter (Phoenix, 24 de julho de 1951) é uma atriz e modelo norte-americana. Tornou-se famosa no papel-título da amazona na série de TV de aventura e fantasia Mulher-Maravilha, exibida originalmente de 1976 a 1979.

## Origens
Lynda Jean Córdova Carter nasceu no estado do Arizona. Seu pai, Colby Carter, é um caucasiano norte-americano e sua mãe, Juana Córdova, mexicana. Durante sua infância, Lynda foi uma ávida leitora das histórias em quadrinhos de Mulher-Maravilha. Freqüentou as instituições de ensino Globe High School em Globe (Arizona) e Arcadia High School em Phoenix, e daí para a Arizona State University, a qual deixou após ser eleita a aluna mais talentosa, seguindo carreira musical. Ela fez turnês como cantora para diversas bandas de rock (uma delas incluindo Gary Burghoff, o "Radar" do filme e série de TV Mash), até que voltou ao Arizona em 1972.

## Carreira

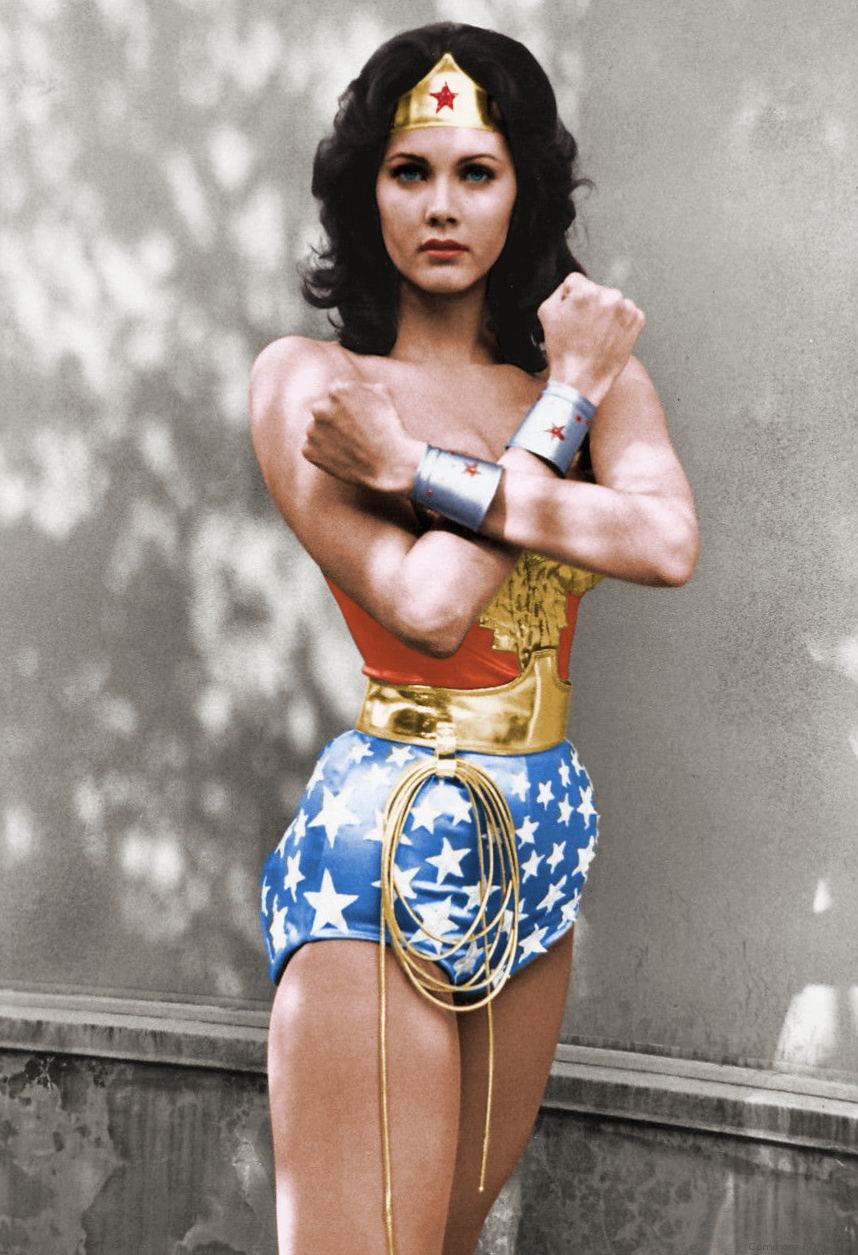
Como Mulher-Maravilha em foto de 1976

Lynda inscreveu-se num concurso de beleza local e obteve fama nacional pela primeira vez ao ganhar o título de Miss Mundo EUA, em 1972, representando o Arizona. Como candidata dos Estados Unidos ao Miss Mundo, ela chegou às semifinais. Após freqüentar aulas de interpretação em diversas escolas dramáticas de Nova York, ela começou a fazer aparições em programas de TV como Starsky & Hutch: Justiça em Dobro!, Cos e Nakia e em "filmes B" como Bobby Jo And The Outlaw (1976).
Contudo, sua carreira de atriz não decolaria até ela estrear em seu papel de protagonista na série de televisão Mulher-Maravilha. Sua interpretação perfeita ganhou-lhe a estima dos fãs e o apreço da crítica, fazendo a série durar por três temporadas. Mais de três décadas após ter estreado neste papel, Lynda continua a ser imediatamente identificada como a Mulher-Maravilha, tanto que tornou-se difícil aos produtores encontrarem uma candidata à altura para interpretar a personagem nas subsequentes produções canceladas (a mais recente tentativa foi anunciada em 2005).
Em 1978, Lynda Carter foi eleita "A Mulher Mais Bonita do Mundo" pela International Academy of Beauty e pela British Press Organization.
Os outros créditos de Lynda incluem o papel-título na biografia para TV de Rita Hayworth e diversos especiais para a televisão. Também estrelou em duas séries de TV de curta duração: Jogo de Damas (Partners in Crime), com Loni Anderson e Nas Garras do Falcão (Hawkeye).

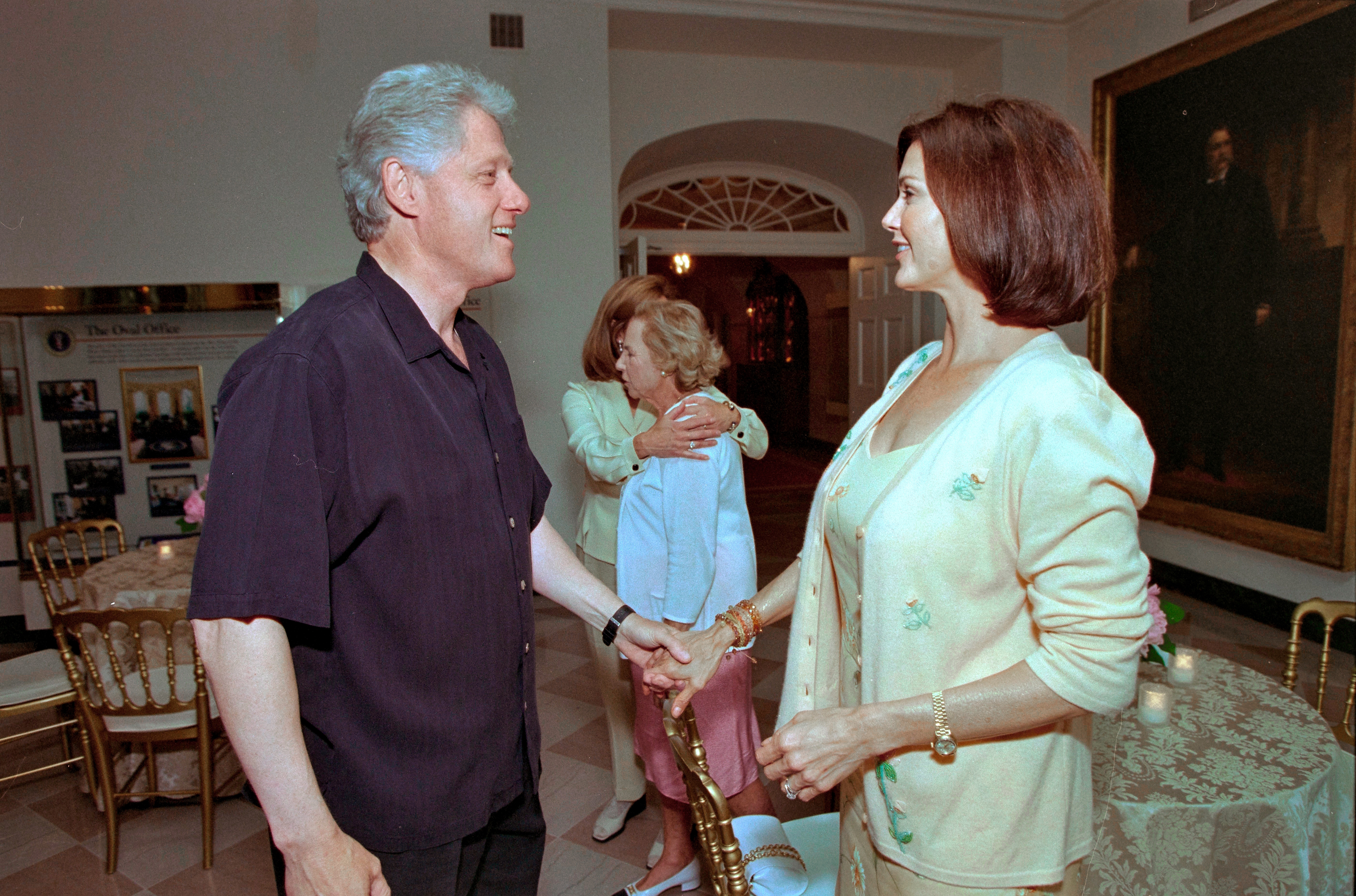
Carter se encontrando com o presidente Bill Clinton na Casa Branca em junho de 2000.

No fim dos anos 70, ela gravou o álbum Portrait e fez várias aparições como convidada em programas de variedades musicais. Também cantou duas de suas canções no episódio de Mulher-Maravilha Amazon Hot Wax.
Em 2001, Lynda estrelou a comédia de baixo-orçamento Os Super-Tiras, como a Governadora Jessman do Estado de Vermont. Os roteiristas do filme, a trupe cômica Broken Lizard e o membro e diretor Jay Chandrasekhar, queriam Lynda especificamente para o papel, com planos-reserva de abordar outras estrelas de TV dos anos 70 caso Lynda recusasse.
Lynda também dublou vários videogames, fazendo as vozes das personagens femininas Nord e Orsimer (Orc) em dois jogos para computador da série The Elder Scrolls: The Elders Scrolls III: The Morrowind e The Elders Scrolls IV: The Oblivion, desenvolvidos pela Bethesda Softworks, da qual seu marido Robert Altman (não confundir com o falecido diretor de Hollywood homônimo) é presidente e CEO. De 26 de setembro a novembro de 2005, Lynda interpretou o papel de Mama Morton na produção do West End London de Chicago.
Na cenas pós créditos de Mulher Maravilha 1984, Lynda Carter aparece em uma feira de rua onde evita que um poste de madeira caia sobre um carrinho de bebê. A mãe da criança agradece e pergunta seu nome e ela responde que é a “Asteria”.

## Vida pessoal

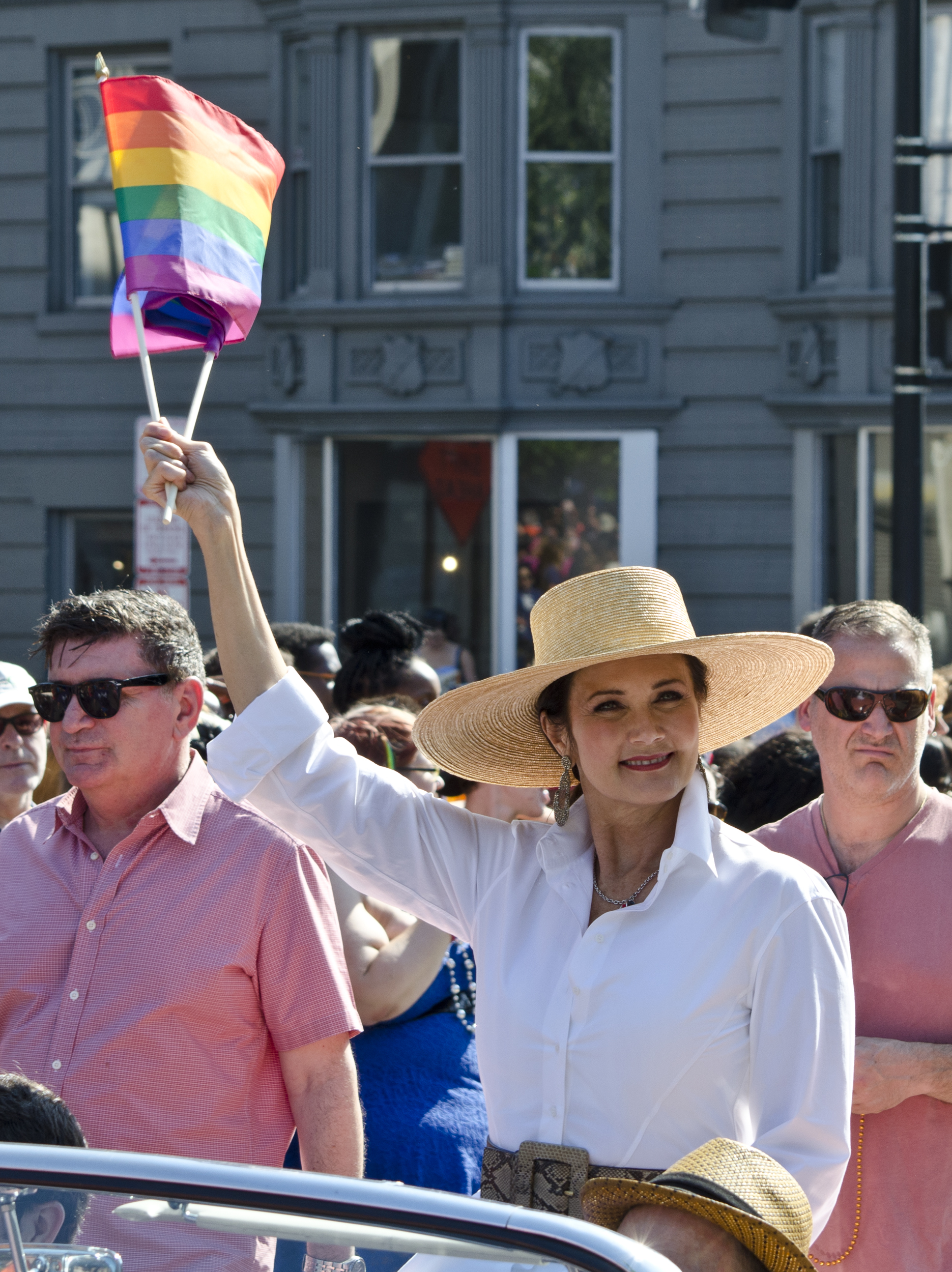
Lynda Carter em 2013 numa parada do orgulho LGBT.

Lynda casou-se duas vezes. Seu primeiro casamento foi com o então agente Ron Samuels a 28 de maio de 1977; divorciaram-se em 1982. Em 29 de janeiro de 1984, Lynda casou-se com o então advogado Robert A. Altman; eles tem dois filhos: James e Jessica Altman, e moravam em Potomac, Maryland até o falecimento de Robert em 2021.